# Microtus middendorffii
Microtus middendorffii е вид бозайник от семейство Хомякови (Cricetidae).

## Разпространение
Видът е разпространен само в Русия, най-често в Северен Сибир.